# آرتور هولدن (بازیکن فوتبال)
آرتور هولدن (انگلیسی: Arthur Holden؛ زادهٔ) بازیکن فوتبال اهل بریتانیا است.
از باشگاه‌هایی که در آن بازی کرده‌است می‌توان به باشگاه فوتبال چلسی، باشگاه فوتبال ساوتند یونایتد، و باشگاه فوتبال پلیموث آرگیل اشاره کرد.